# Episodi di Die Rosenheim-Cops (sedicesima stagione)
La sedicesima stagione della serie televisiva Die Rosenheim-Cops è stata trasmessa in anteprima in Germania dalla ZDF tra il 13 settembre 2016 e l'11 aprile 2017.
| nº | Titolo originale                    | Titolo italiano | Prima TV Germania | Prima TV Italia |
| -- | ----------------------------------- | --------------- | ----------------- | --------------- |
| 1  | Da stimmt was nicht                 | inedito         | 13 settembre 2016 | inedito         |
| 2  | Mit Wasser wär' das nicht passiert  | inedito         | 20 settembre 2016 | inedito         |
| 3  | Der Letzte seiner Art               | inedito         | 27 settembre 2016 | inedito         |
| 4  | Vergeigtes Leben                    | inedito         | 4 ottobre 2016    | inedito         |
| 5  | Mord im Kletterpark                 | inedito         | 11 ottobre 2016   | inedito         |
| 6  | Der letzte Akt                      | inedito         | 18 ottobre 2016   | inedito         |
| 7  | Einen auf einen Streich             | inedito         | 25 ottobre 2016   | inedito         |
| 8  | Haarscharf ins Herz                 | inedito         | 1º novembre 2016  | inedito         |
| 9  | Die Rückkehr der Schwester          | inedito         | 8 novembre 2016   | inedito         |
| 10 | Viel zu viele Noten                 | inedito         | 15 novembre 2016  | inedito         |
| 11 | Bello ist tot                       | inedito         | 22 novembre 2016  | inedito         |
| 12 | Kein wasserdichtes Alibi            | inedito         | 29 novembre 2016  | inedito         |
| 13 | Vom Glück erschlagen                | inedito         | 6 dicembre 2016   | inedito         |
| 14 | Schönheit hat ihren Preis           | inedito         | 13 dicembre 2016  | inedito         |
| 15 | Ein verflixtes Geschenk             | inedito         | 27 dicembre 2016  | inedito         |
| 16 | Gefährliches Wissen                 | inedito         | 3 gennaio 2017    | inedito         |
| 17 | Nach Strich und Faden               | inedito         | 10 gennaio 2017   | inedito         |
| 18 | Tod einer Heuschrecke               | inedito         | 17 gennaio 2017   | inedito         |
| 19 | Ein Karton kommt selten allein      | inedito         | 24 gennaio 2017   | inedito         |
| 20 | Enzian kann tödlich sein            | inedito         | 31 gennaio 2017   | inedito         |
| 21 | Nur Hansen war Zeuge                | inedito         | 7 febbraio 2017   | inedito         |
| 22 | Kein Honigschlecken                 | inedito         | 14 febbraio 2017  | inedito         |
| 23 | Der größte Fehler seines Lebens     | inedito         | 21 febbraio 2017  | inedito         |
| 24 | Das Brett, das den Tod bedeutet     | inedito         | 28 febbraio 2017  | inedito         |
| 25 | Matchball für eine Leiche           | inedito         | 7 marzo 2017      | inedito         |
| 26 | Wenn der Tod beim Postmann klingelt | inedito         | 14 marzo 2017     | inedito         |
| 27 | Der tote Bote                       | inedito         | 21 marzo 2017     | inedito         |
| 28 | Um die Ecke gedacht                 | inedito         | 28 marzo 2017     | inedito         |
| 29 | Der Star ist tot                    | inedito         | 4 aprile 2017     | inedito         |
| 30 | Rosenheim will hoch hinaus          | inedito         | 11 aprile 2017    | inedito         |